# Anderson Arroyo
Anderson Arroyo Córdoba (Quibdó, 27 settembre 1999) è un calciatore colombiano, difensore del Burgos.

## Caratteristiche tecniche
Terzino veloce e rapido, abile nel saltare l’uomo, per le sue caratteristiche è stato paragonato ad Ashley Cole e David Alaba.

## Carriera

### Club
Cresciuto nel Fortaleza C.E.I.F., il 6 febbraio 2018 viene acquistato dal Liverpool, che lo cede subito in prestito al Maiorca B. Il 23 agosto seguente passa, sempre a titolo temporaneo, al Gent.

### Nazionale
Ha giocato nella nazionale colombiana Under-17.
Ha partecipato al campionato sudamericano Under-20 nel 2017 ed ai Mondiali Under-20 del 2019.

## Statistiche

### Presenze e reti nei club
Statistiche aggiornate al 14 ottobre 2018.
| Stagione                  | Squadra                   | Campionato                | Campionato | Campionato | Coppe nazionali | Coppe nazionali | Coppe nazionali | Coppe continentali | Coppe continentali | Coppe continentali | Altre coppe | Altre coppe | Altre coppe | Totale | Totale |
| Stagione                  | Squadra                   | Comp                      | Pres       | Reti       | Comp            | Pres            | Reti            | Comp               | Pres               | Reti               | Comp        | Pres        | Reti        | Pres   | Reti   |
| ------------------------- | ------------------------- | ------------------------- | ---------- | ---------- | --------------- | --------------- | --------------- | ------------------ | ------------------ | ------------------ | ----------- | ----------- | ----------- | ------ | ------ |
| 2015                      | Fortaleza                 | PB                        | 2          | 0          | CC              | 0               | 0               | -                  | -                  | -                  | -           | -           | -           | 2      | 0      |
| 2016                      | Fortaleza                 | PA                        | 8          | 0          | CC              | 4               | 0               | -                  | -                  | -                  | -           | -           | -           | 12     | 0      |
| 2017                      | Fortaleza                 | PB                        | 4          | 0          | CC              | 4               | 0               | -                  | -                  | -                  | -           | -           | -           | 8      | 0      |
| Totale Fortaleza C.E.I.F. | Totale Fortaleza C.E.I.F. | Totale Fortaleza C.E.I.F. | 14         | 0          |                 | 8               | 0               |                    | -                  | -                  |             | -           | -           | 22     | 0      |
| ago. 2018-2019            | Gent                      | D1                        | 0          | 0          | CB              | 0               | 0               | UEL                | -                  | -                  | -           | -           | -           | 0      | 0      |
| Totale carriera           | Totale carriera           | Totale carriera           | 14         | 0          |                 | 8               | 0               |                    | -                  | -                  |             | -           | -           | 22     | 0      |